# À
À (minuscolo à) è un simbolo corrispondente alla lettera A dell'alfabeto latino con accento grave.
|                                          |
| À latina corsiva maiuscola e à minuscola |

Secondo le convenzioni di scrittura della lingua italiana, la à con accento grave viene usata per indicare accenti tonici finali; ad esempio la parola baccalà [bakkaˈla] viene scritta con una à finale perché l'accento tonico cade sull'ultima sillaba.
È curioso notare come nella lingua francese la convenzione sia esattamente opposta: la à svolge il ruolo di preposizione (es: je vais à l'école, "vado a scuola"), mentre la a è usata per il verbo (es: Guido a une pomme, "Guido ha una mela").
Sulle tastiere italiane, in ambiente Windows, per digitare la À bisogna premere contemporaneamente i tasti Alt e, sul tastierino numerico, 0 1 9 2. In alternativa si possono, con la stessa modalità di digitazione su indicata, selezionare la sequenza Alt+1 8 3 oppure Alt+9 5 1.
In ambiente GNU/Linux è sufficiente premere il tasto à con il tasto ⇪ Bloc Maiusc attivo e così anche per tutte le altre maiuscole accentate. Mentre per i sistemi operativi macOS è possibile utilizzare la combinazione di tasti Alt+⇧ Maiusc+W.